# Берно
Берно (фр. Bernot) насеље је и општина у североисточној Француској у региону Пикардија, у департману Ен (Пикардија) која припада префектури Вервен.
По подацима из 2011. године у општини је живело 453 становника, а густина насељености је износила 27,36 становника/km². Општина се простире на површини од 16,56 km². Налази се на средњој надморској висини од 90 метара (максималној 144 m, а минималној 72 m).

## Демографија
| 1962. | 1968. | 1975. | 1982. | 1990. | 1999. | 2011. |
| ----- | ----- | ----- | ----- | ----- | ----- | ----- |
| 596   | 608   | 540   | 511   | 459   | 455   | 453   |

График промене броја становника у току последњих година